# Florus
Lucius Annaeus Florus (ca. 74 e.Kr. – ca. 130 e.Kr.) var en romersk historiker som levede på samme tid som kejserne Trajan og Hadrian. Han blev født i romersk Afrika.
Han sammenskrev, hovedsagelig på grundlag af Titus Livius, en kort skitse af Roms historie fra byens oprettelse til Janustemplet blev lukket af Augustus i 25 f.Kr. Arbejdet, som er blevet kaldt for Epitome de T. Livio Bellorum omnium annorum DCC Libri duo, er skrevet i en bombastisk og retorisk stil — en panegyrisk fortælling om Roms storhed, fremstillet som et menneskeliv fra barndommen, videre til ungdommen og til sidst voksen manddom. Værket har flere påviselige fejl med hensyn til de geografiske og kronologiske detaljer, men til trods for dets mangler er bogen alligevel hyppigt benyttet som et nyttigt sammendrag af romersk historie i middelalderen, og den blev bevaret som en tekstbog ind i 1800-tallet.
I manuskriptet er forfatteren tidvis navngivet som Julius Florus, Lucius Anneus Florus, eller ganske enkelt som Annaeus Florus. Fra bestemte ligheter i stil er han blevet identificeret som Publius Annius Florus, en poet, retoriker og en ven af Hadrian, forfatter af en dialog over spørgsmålet om Virgil var en orator (taler) eller poet, men i det sidst nævnte er det kun introduktionen, som er overleveret.

## Udgivelser
Den mest tilgængelige moderne tekst og i engelsk oversættelse er i Loebs klassiske bibliotek (nr. 231, udgivet 1984, ISBN 0-674-99254-7).
Christopher Plantin i Antwerpen udgav i 1567 to tekster af Lucius Florus (to titelsider) i et bind. Titlerne var (løselig) som følgende: 1) L.IVLII Flori de Gestis Romanorum, Historiarum; 2) Commentarius I STADII L.IVLII Flori de Gestis Romanorum, Historiarum. Den første titel har 149 sider, den anden har 222 sider foruden et indeks.